# Seymour Lipschutz
Seymour Saul Lipschutz (* 1931) ist ein US-amerikanischer  Mathematiker und Autor von Lehrbüchern in der Buchreihe Schaum’s Outlines.
Lipschutz studierte Mathematik am Brooklyn College und wurde 1960 am Courant Institute der New York University bei Hans Heinrich Wilhelm Magnus promoviert (On the braid group). Er lehrte am Polytechnic Institute of Brooklyn und später an der Temple University.

## Schriften
Meist sind nur die Ersterscheinungsdaten angegeben, die Bücher werden aber bei Schaum´s Outline kontinuierlich weiter bearbeitet und neu aufgelegt.
- Schaum's outline of theory and problems of finite mathematics : Logic, set theory, vectors and matrices probability and markov chains linear programming, game theory, McGraw Hill 1966 (später als Schaum's Outline of the theory and practice of discrete mathematics, 1976, und danach als Schaum's Outline of Finite Mathematics)
  - Deutsche Ausgabe: Finite Mathematik : Logik, Mengenlehre, Vektoren und Matrizen, Wahrscheinlichkeitsrechnung und Markoff-Ketten, lineare Programmierung, Spieltheorie ; Theorie und Anwendung, McGraw Hill 1980
- Schaum's Outline of theory and problems of probability, McGraw Hill 1965, Archive, (deutsche Ausgabe 1976)
- Schaum's outline of theory and problems of introduction to probability and statistics, 1976
- Schaum's outline of theory and problems of linear algebra, McGraw Hill 1968, Archive, (deutsche Ausgabe 1984)
- Schaum's Outline of Beginning Linear Algebra
- Schaum's outline of theory and problems of set theory and related topics, Schaum 1964, Archive
- Schaum's outline of theory and problems of general topology, McGraw Hill 1965, Archive
- Schaum's Outline of theory and problems of data structures, 1980 (deutsche Ausgabe: Datenstrukturen 1987)
- Schaum's outline of theory and problems of essential computer mathematics, 1982
- Schaum's outline of theory and problems of programming with FORTRAN : including structured FORTRAN, 1978